# أندريه بتروف
أندريه بتروف (بالإنجليزية: Andrey Petrov) (و. 1930 – 2006 م) هو ملحن، ومصمم رقص، ومؤلفو موسيقى تصويرية، من الاتحاد السوفيتي، ولد في سانت بطرسبرغ، كان عضوًا في الحزب الشيوعي السوفيتي، توفي في سانت بطرسبرغ، عن عمر يناهز 76 عاماً.

## جوائز
حصل على جوائز منها:
- جائزة الدولة السوفيتية
- نيشان الاستحقاق الوطني في روسيا من الدرجة الرابعة
- وسام الراية الحمراء من حزب العمال
- فنان الشعب لجمهورية روسيا السوفيتية الاتحادية الاشتراكية [الإنجليزية]‏
- نيشان الاستحقاق الوطني الروسي من الدرجة الثالثة
- وسام لينين
- فنان الشعب في الاتحاد السوفيتي
- جائزة العامل الفني المكرم في جمهورية روسيا الاتحادية الاشتراكية السوفيتية  [لغات أخرى]‏.

## وصلات خارجية
- أندريه بتروف على موقع IMDb (الإنجليزية)
- أندريه بتروف على موقع ميوزك برينز (الإنجليزية)
- أندريه بتروف على موقع ديسكوغز (الإنجليزية)
- أندريه بتروف على موقع قاعدة بيانات الفيلم (الإنجليزية)